# Sibyla Burgundská
Sibyla Burgundská (1125/30? – září 1150/51?) byla sicilská královna jako druhá manželka prvního sicilského krále Rogera II.

## Život
Narodila se z manželství burgundského vévody Huga II. Kapeta s Matildou z Mayenne a měla jedenáct sourozenců, mj. vévodu Oda II. Roku 1149 byla provdána za sicilského krále Rogera II. Zemřela krátce po svatbě, zřejmě po porodu a pochována byla v kostele Nejsvětější Trojice v Cava de' Tirreni.